# Католицизм в Камбодже
Католицизм в Камбодже или Римско-Католическая Церковь в Камбодже является частью всемирной Католической церкви. Численность католиков в Камбодже составляет около 20 тысяч человек (0,15 % от общей численности населения).

## История
В 1494 году Римский папа Александр VI в целях предотвращения споров между Португалией и Испанией по поводу приобретения новых земель и в рамках экономической политики Padroado поручил португальской короне поддерживать миссионеров на Дальнем Востоке и Юго-Восточной Азии. Первые миссионеры Католической церкви из Португалии прибыли на территорию современной Камбоджи в 1515 году по приглашению короля Анг Чанга I, который получил власть при поддержке португальцев. В 1554 году Камбоджу посетил путешественник-иезуит и португальский писатель Фернан Мендиш Пинту. В последующие годы в Камбодже проповедовали португальские доминиканцы, приезжавшие из Малакки. В 1590 году король Сата издал указ о свободе вероисповедания, и в 1591 году в Камбоджу прибыли два доминиканца. После нападения Сиама на Камбоджу в 1594 году король Баром Реачеа II обратился к Португалии с просьбой оказать военную помощь, после чего издал в 1597 году указ, разрешавший проповедовать европейским миссионерам в Камбодже. Из Малакки прибыли францисканцы, иезуиты и доминиканцы с португальскими военными. Их деятельность имела скромные результаты из-за незнания языка, местной культуры и постоянных конфликтов Камбоджи с соседними странами. В течение 100 лет с 1550 года по 1650 год Камбоджа входила в состав архиепархии Гоа.
В начале XVII века в Камбодже стали селиться католики-эмигранты из Вьетнама, Японии и Португалии. Около 400 португальских католиков, изгнанные из Макассара голландскими кальвинистами, поселились в окрестностях Пномпеня. Японские католики селились около озера Тонлесап. Во второй половине XVII века в Камбоджу прибыло около 50 вьетнамских католиков, поселившихся около Пномпеня.
В 1659 году Святой Престол учредил апостольский викариат Сиама, в юрисдикцию которого входила территория Камбоджи. Епископом Сиама был назначен член миссионерской организации «Парижское общество заграничных миссий» Пьер Ламбер де ла Мотт.
Во второй половине XVIII века Вьетнам завоевал Кохинхину, после чего в Камбоджу перебрались европейские миссионеры, которые основали в Баттамбанге свою миссию. В 1771 году священник Жерве Левассеру основал в Кукнгуоне первую в Камбодже католическую семинарию. В 1768 году он перевёл на кхмерский язык катехизис и написал кхмерско-латинский словарь. В 1774 году Прамбейтьяом стал резиденцией изгнанного из Сиама апостольского викария Пиньо де Бейна.
30 августа 1850 Святой Престол учредил апостольский викариат Камбоджи, ставший первой церковной структурой в стране. В середине XIX века к власти пришёл король Анг Дуонг, который обратился за экономической помощью к Франции, которая заключила с Камбоджей договор о протекторате. В 1865 году численность верующих Апостольского викариата Камбоджи насчитывала 5 тысяч человек. В 1964 году была создана Конференция католических епископов Лаоса и Камбоджи. В 1968 году в Камбодже были образованы Апостольская префектура Баттамбанга и Кампонгтяма.
В 1917 году в Пномпене была открыта духовная семинария, в которой обучалось 20 семинаристов. С 1939 года большинство семинаристов обучались в Ханое и во Франции. С 1964 года семинаристы снова стали обучаться в Пномпене. С 1872 года по 1975 год семинария выпустила 158 священников (147 — вьетнамцев, 6 — китайцев и 5 — кхмеров). Первый католический священник из кхмеров был рукоположен в 1957 году. Во второй половине XX века большинство католиков в Камбодже были вьетнамцами. В 1971 году они покинули страну во время гражданской войны и число католиков сократилось до 7 тысяч человек. На начало 1975 году в Камбодже было 4 епископа (из них — два кхмера), 13 священников и 25 монахинь и проживало около 10 тысяч католиков. В период правления красных кхмеров было убито около двух тысяч и семь местных священников, оставшиеся в живых были отправлены на принудительные работы или изгнаны из страны. Все иностранные миссионеры были изгнаны из страны, убиты два епископа и четыре священника. В Пномпене был разрушен кафедральный собор.
В 1979 году вьетнамские войска изгнали красных кхмеров, после чего в стране стала постепенно восстанавливаться церковная жизнь. После красных кхмеров в Камбодже проживало около 7 тысяч католиков и не было ни одного священнослужителя. Власти Народной Республики Кампучия осуществляли антирелигиозную политику и запрещали миссионерскую деятельность церкви. После прихода к власти Нородома Сианука была учреждена новая конституция от 1993 года, которая объявляла свободу вероисповедания, после чего в страну стали прибывать миссионеры из различных католических монашеских конгрегаций и орденов.
25 марта 1994 года Камбоджа установила дипломатические отношения с Ватиканом. В 1995 году был рукоположен епископ-кхмер и открыта семинария в Баттамбанге. В 1997 году камбоджийские власти официально признали деятельность Католической церкви.
1 мая 2015 года католическая община Камбоджи официально ходатайствовала перед Святым Престолом о причислении епископа Иосифа Чма Саласа и других тридцати трёх камбоджийских католиков к лику мучеников.

## Структура
Централизованным органом управления Католической церковью в стране является Конференция католических епископов Лаоса и Камбоджи. На 2010 год в стране действовали 46 прихода и служат два епископа, 97 священников и более ста монашествующих.
В стране действуют три церковные структуры:
- Апостольский викариат Пномпеня
- Апостольская префектура Баттамбанга
- Апостольская префектура Кампонгтяма